# 林憲銘
林憲銘（英文名：Simon Lin，1952年12月18日—），生於台灣臺南縣（今台南市），企業家，曾任宏碁電腦副總經理、資訊產品事業群總經理，現任緯創資通董事長。

## 生平
林憲銘父曾服務於亞洲航空公司，擔任維修工程師。但林憲銘祖父為人作保，遭倒帳追債，因此林憲銘幼年家境不好。中學就讀於國立臺南第一高級中學，1975年畢業於國立交通大學計算與控制工程學系。2024年，獲陽明交大頒發名譽博士學位。
林憲銘出社會工作後，與施振榮等一同投資創業，擔任興泰電子公司工程師。之後隨興泰電子一同進入宏碁，由銷售業務員開始做起，一直做到筆記型電腦事業部主管。1993年，原任系統電腦事業群的主管施崇棠離職，原主管個人電腦事業群的林憲銘負責整合兩大事業群，最後接任宏碁資訊產品事業群總經理。
2001年，宏碁集團進行分家，林憲銘成為緯創資通董事長。